# Aeskulapova hůl

Aeskulapova hůl, symbol očistné a samoléčivé síly v člověku.

"Hvězda života", mezinárodní znak zdravotnické záchranné služby.

Aeskulapova hůl je znak lékařů a farmaceutů. Symbol má svůj počátek již ve starověkém Řecku a byl součástí starořecké mytologie. Pojmenování pochází od Asklépia (latinsky Aesculapius; počeštěně Aeskulap), starověkého řeckého boha lékařství, syna boha Apollóna, jenž léčil všechny nemoci a dovedl oživovat mrtvé. Aeskulapova hůl obtočená hadem (nejspíše užovkou stromovou) je znamením životní síly a zdraví. Tento znak lze spatřit na všech lékařských objektech. Podle jiných teorií však není kolem hole obtočen had, ale vlasovec medinský, červ cizopasící v lidské kůži, jenž je při léčbě namotáván na kousek dřeva.

## Symbolika
Tento starořecký symbol má značit sílu, zdraví a především zdárné hojení. Má být též symbolem pro přítomnost boží pomoci při léčbě a dodávat všem lidem sílu a naději v úspěšné uzdravení. Kolem specifické hole se obtáčí had, nejspíše užovka stromová, která je díky tomu nazývána Asklépiovým hadem. Objevily se však teorie o tom, že had je ve skutečnosti vlasovec medinský ovinutý kolem kousku dřeva. Třetí nejpravděpodobnější teorií je teorie Biblická - symbol hada vedl Izraelity k uzdravení.

## Historie symbolu
Tento symbol, jeho původ a význam se vyskytují ve více kulturách.

### Řecká teorie
Základní je starořecká pověst o Asklépiovi, který byl žákem Cheiróna. Asklépios byl znám tím, že dokázal léčit každou chorobu a hlavně přiváděl mrtvé zpět k životu. Tím však rozhněval Apollóna a Dia, protože porušoval božský pořádek na Zemi a Zeus jej srazil bleskem do Tartaru. Byl však později propuštěn a v trojské válce ošetřoval zraněné a zachránil Filoktéta po uštknutí hadem. Atributem Asklépia byla hůl a nejedovatý had. Na počest tohoto boha a jeho symbolů byli nejedovatí hadi často umisťováni v chrámech zasvěcených Asklepiovi a v dormitoriích, kde spali nemocní a ranění, přičemž se zde volně plazili po podlaze.

### Teorie hlístice
Podle této teorie je námětem k symbolu vlasovec medinský (latinsky Dracunculus medinensis), který parazituje pod kůží člověka, nejčastěji na noze nebo ruce, kde vytvoří svědivý vřed. Při pokusu ochladit tento vřed vodou praská a vzniklým otvorem klade parazit své larvy do vody, čímž zajistí novou populaci. V této chvíli lze vyčnívající konec červa zachytit a opatrně jej namotávat na kus dřívka.

### Biblická teorie
Tato verze říká, že když Izraelity na poušti napadli jedovatí hadi, Bůh dal Mojžíšovi pokyn zhotovit bronzového hada a pověsit jej na kůl. Kdo byl uštknutý hadem a podíval se na hada bronzového, byl uzdraven.
Dávný příběh ze Starého zákona, zaznamenaný ve 4. knize Mojžíšově, v němž Izraelci bloudí pouští, vrací se na místo, kde už jednou byli, reptají proti Bohu i Mojžíšovi, stěžují si na bídnou stravu i mnohá příkoří, nám připomíná v Janově evangeliu sám Ježíš. A jak reagují na rebelii Bůh i Mojžíš? Bůh se s nevděčníky, kteří měli za sebou mnoho zkušeností, že nenechává v tíživé situaci svůj lid na holičkách, příliš nemazlí. Pošle na ně ohnivé hady a ti je poštípou tak, že mnozí zemřou. Až pohled na zemřelé obrátí myšlení reptalů k vyznání: „Zhřešili jsme proti Bohu i tobě (Mojžíši). Modli se k Hospodinu, aby nás těch hadů zbavil. Mojžíš se za lid modlil. Dostal za úkol vyrobit hada Ohnivce, připevnit ho na žerď, vyzvednout do výše. Pokud uštknutý pohlédl na bronzového hada, zůstal na živu. Nástroj smrti se stává prostředkem záchrany. Je zde skryto poselství, na které se zaměříme ještě jednou, až budeme myslet na Ježíše Nazaretského. Bronzový had byl později umístěn v jeruzalémském chrámu a dokonce se stal předmětem modloslužebného uctívání. Král Chizkiáš jej zlikvidoval, když „odstranil posvátná návrší, rozbil posvátné sloupy, skácel posvátný kůl, na kusy roztloukl bronzového hada, kterého udělal Mojžíš a jemuž až do oněch dnů Izraelci pálili kadidlo…“, čteme ve 2. Kr 18,4.

## Záměna

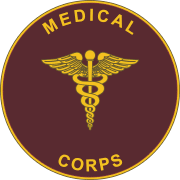
Hůlka obchodu, místo zamýšlené hůlky lékařské.

Aeskulapova hůl (s jedním hadem – symbol lékařství) bývá často zaměňována za Hermovu resp. Merkurovu hůl, tzv. caduceus (se dvěma hady a s okřídleným vrškem – symbol obchodu), čehož se dopustila mj. i Americká armáda, v emblému „Medical corps“.

## Reprezentace v počítači
Aeskulapova hůl je obsažena ve znakové sadě Unicode jako symbol U+2695 (⚕).